# Löytäneenlahti
Löytäneenlahti är en sjö i kommunen Orivesi i landskapet Birkaland i Finland. Sjön ligger 84,2 meter över havet. Arean är 68 hektar och strandlinjen är 4,9 kilometer lång. Sjön  ingår i Kumo älvs huvudavrinningsområde.   Den ligger omkring 51 km öster om Tammerfors och omkring 160 km norr om Helsingfors. 
I sjön finns ön Västiluoto. 